# 상속권원우선원칙
|                                           |
| 미국의 재산법                             |
| 미국법 시리즈                             |
| 재산 획득                                 |
| 증여 · 취득시효 · 채권양도                |
| 유실물                                    |
| 처분 · 위탁 · 허가                        |
| 재산권                                    |
| 완전 사유권 · 단순부동산권 · 한사부동산권 |
| 생애부동산권 · 조건부 부동산권            |
| 미래권리 · 부동산 공동소유                |
| 부동산임차권 · 연립주택                   |
| 토지권리의 양도 증서                      |
| 선의의 취득자 · 권원등기제도              |
| 양도증서에 의한 금반언 · 권리 포기서      |
| 임대차 · 형평법상 재산권의 이전           |
| 소유권부담제거소송 · 국가귀속             |
| 미래사용 제한                             |
| 양도제한                                  |
| 영구구속금지의 원칙                       |
| 쉘리사건의 원칙                           |
| 상속권원우선원칙                          |
| 비소유 토지권                             |
| 지역권 · 이익                             |
| 토지와 함께 이전하는 약관                 |
| 에퀴티상의 지역권                         |
| 관련 주제                                 |
| 부착물 · 훼손 · 분할                      |
| 용수권                                    |
| 측면‧지하지지권                           |
| 네모닷                                    |
| 미국법의 다른 영역                        |
| 계약법 · 불법행위법                       |
| 유언신탁법                                |
| 형법 · 증거법                             |

상속권원우선원칙(相續權原優先原則)은 어느 법정상속인이 자신의 피상속인이 유언을 남기지 아니하고 사망한 경우 부동산상속에 의해 취득한 것이 정확히 상당한 유증, 다시 말해 유언에 의한 법정상속인에 대한 증여가 무시되고 당해 법정상속인은 그 대신에 부동산상속에 의해 더 우선적인 권원을 취득하게 된다는 영미법내 재산법의 법리를 말한다.

## 참고 문헌
1. ↑  임홍근, 이태희, 법률영어사전, 법문사. 2007.